# Borova (Charkovská oblast)
Borova (ukrajinsky Борова, rusky Боровая – Borovaja) je sídlo městského typu v Charkovské oblasti na Ukrajině. K roku 2019 v ní žilo přes pět tisíc obyvatel.

## Poloha a doprava
Borova leží na levém břehu Oskolské přehrady na Oskolu, levém přítoku Severního Doňce v povodí Donu. Od východu přes ni protéká potok Borova, který se vlévá do přehrady. Území spadající ze správního hlediska pod Borovu dosahuje na jihovýchodě až k trojmezí s Doněckou a Luhanskou oblastí.
Přes centrum Borovy prochází silnice z Izjumu vzdáleného zhruba padesát kilometrů jihozápadně do Kupjansku vzdáleného zhruba padesát kilometrů severně. Charkov, správní středisko oblasti, je vzdálen přibližně 140 kilometrů severozápadně. V obci je železniční stanice Pereddonbasivska na trati z železniční stanice Kupjansk-Sortuvalnyj do Svjatohirsku.

## Dějiny
První písemná zmínka je z roku 1670. Sídlem městského typu je Borova od roku 1968.